# Nanni Galli
 (octobre 2019).
Si vous disposez d'ouvrages ou d'articles de référence ou si vous connaissez des sites web de qualité traitant du thème abordé ici, merci de compléter l'article en donnant les références utiles à sa vérifiabilité et en les liant à la section « Notes et références ».
Pour les articles homonymes, voir Galli.
Giovanni Galli, dit Nanni Galli, est un pilote automobile Italien né le 2 octobre 1940 à Bologne en Italie et mort le 12 octobre 2019 à Prato. 
Il a couru 24 Grands Prix de Formule 1 entre 1970 et 1973.

## Biographie

### Jeunesse et débuts en sport automobile
Giovanni Galli est le fils d'un riche magnat du textile italien et commence sa carrière très tard: à 24 ans. Il fait d'abord ses classes en karting et c'est là qu'il utilise sont surnom de Nanni. Ensuite, il participe au championnat italien de voitures de tourisme au volant d'une Mini Cooper avec un réel succès: 10 victoires de catégorie en 10 courses en 1962. L'année suivante, il participe au volant d'une Alfa Romeo GTA et se fait repérer par la marque en terminant troisième à la course sur le Circuit du Mugello (qu'il remporte en 1968 sur une T33 dans une course hors-championnat avec Lucien Bianchi et Nino Vaccarella, après s'être imposé moins de deux mois plus tôt au GP Repubblica de Vallelunga avec la voiture). En 1967, il se fait engager par Autodelta afin de courir ce même championnat italien de tourisme. En parallèle il dispute le Grand Prix de Rome de Formule 2 au volant d'une Brabham BT23 (de), mais abandonne au bout de 15 tours.
En 1968, il termine deuxième de la Targa Florio et des 500 kilomètres d'Imola sur Alfa-Roméo en compagnie d'Ignazio Giunti. Il dispute ensuite une autre course de Formule 2 sur le circuit de Jarama et termine dixième.
En 1969, il s'engage à temps plein dans le championnat d'Europe de Formule 2 avec Tecno. Son coéquipier est François Cevert. Il termine septième.
En 1970, il dispute toujours le championnat du monde des voitures de sport avec Autodelta et son meilleur résultat est une deuxième place à Imola, course hors-championnat.
En 1971, il réalise un bon début de saison en terminant troisième à Buenos Aires et deuxième aux 12 heures de Sebring.

### En Formule 1

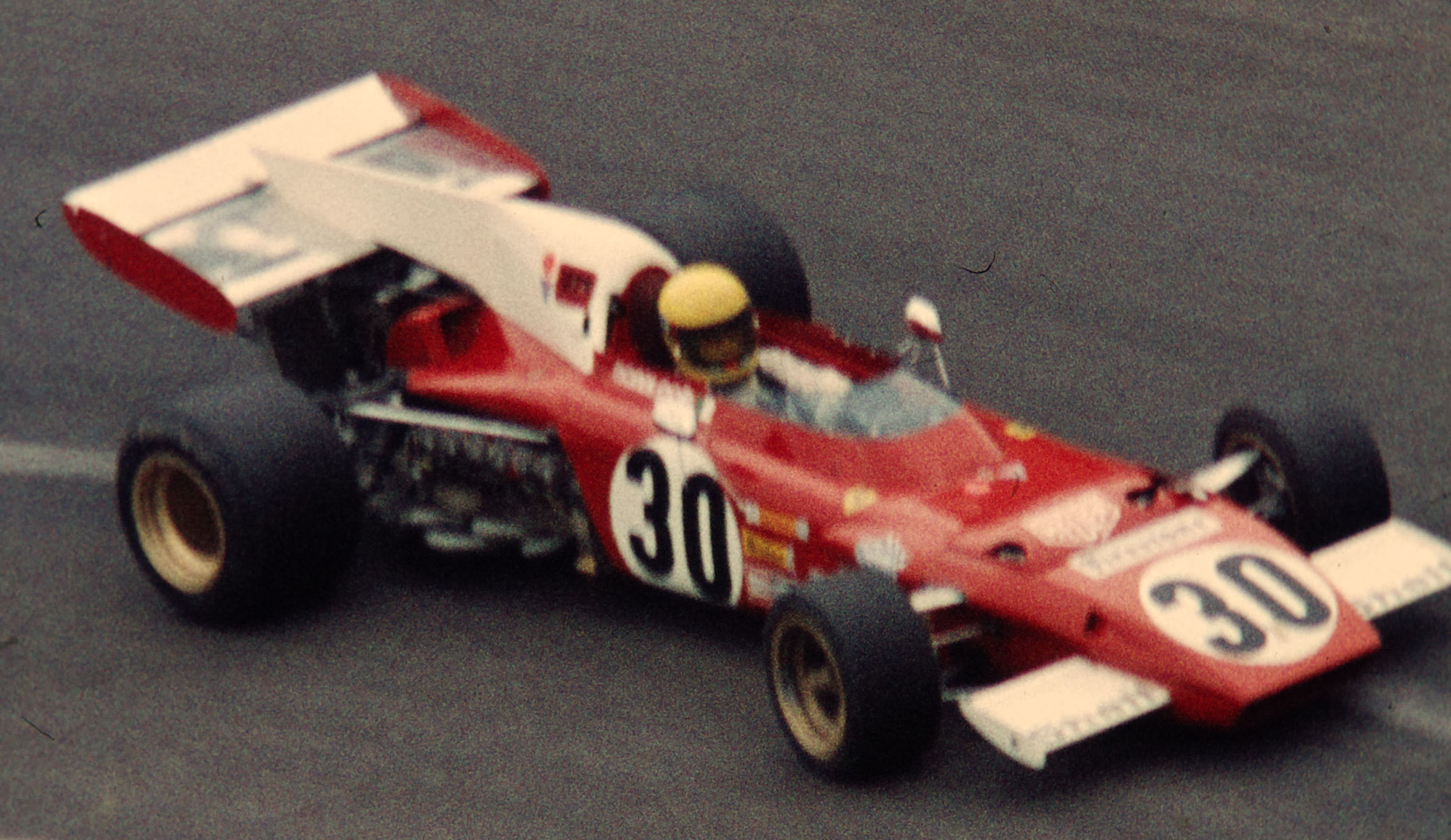
Nanni Galli au Grand Prix de France 1972.

Nanni Galli s'inscrit pour son premier Grand Prix de Formule 1 en 1970 en Italie au volant d'une McLaren M7D officielle. Toutefois, il ne parvient pas à se qualifier, ne réalisant que le vingt-troisième temps de la séance, loin derrière Jacky Ickx.
En 1971, il est recruté par March Engineering pour disputer la saison avec une March 711. Sa meilleure qualification est une quinzième position en Autriche et son meilleur résultat une cinquième place lors du Jochen Rindt Memorial (en), une course hors-championnat.
En 1972, il part chez Tecno pour piloter la PA123/3 avec comme meilleure qualification une dix-huitième position en Grande-Bretagne, mais ne sera jamais classé à son volant sauf lors du Grand Prix automobile de la République Italienne où il termine à une miraculeuse deuxième place — mais cette course est hors-championnat. De plus, la voiture est très souvent indisponible. Il est à noter que Nanni Galli remplace Clay Regazzoni chez Ferrari pour le Grand Prix d'Autriche.

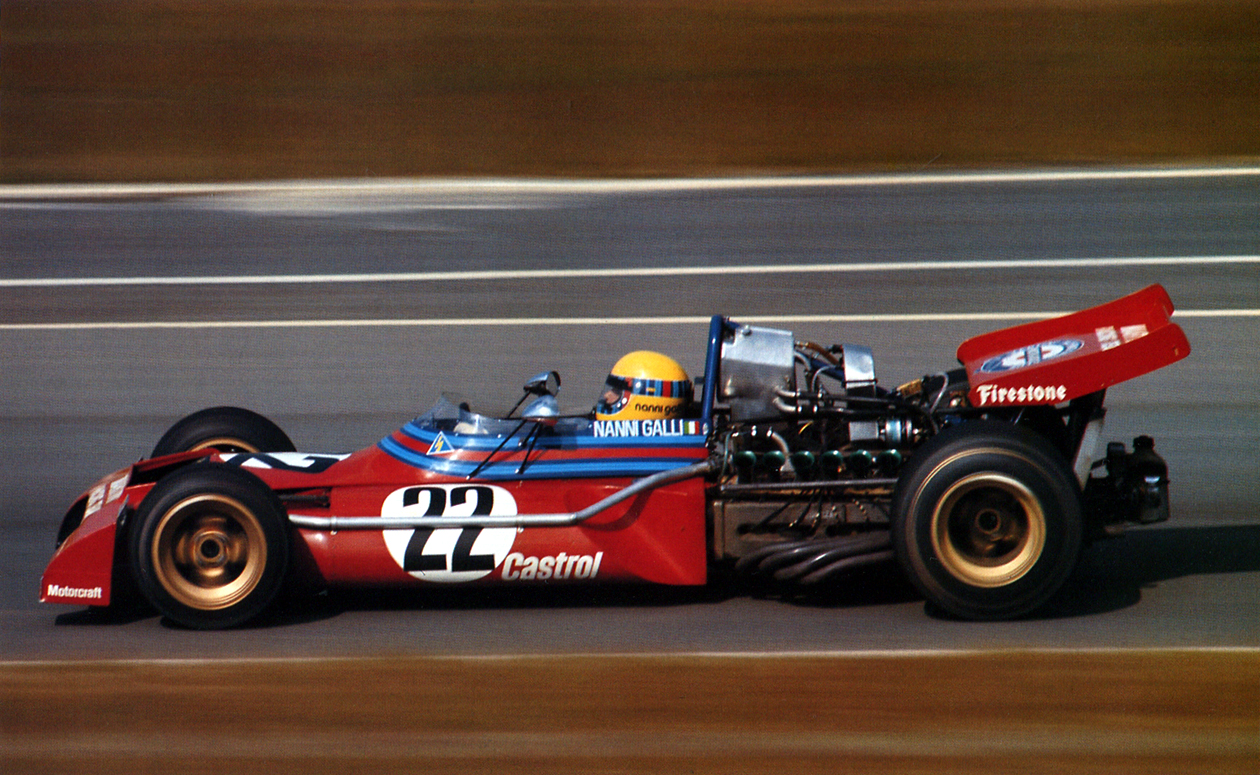
Nanni Galli en démonstration au volant d'une Tecno PA-123 en 2015.

En 1973 , il passe chez Frank Williams Racing Cars qui engage alors des Iso-Marlboro IR et FX3B. Il dispute cinq courses, se qualifie au mieux seizième en Argentine et finit au mieux neuvième au Brésil.
Après sa dernière course, Nanni Galli reste quelque peu impliqué en Formule 1. En effet, il insiste auprès des frères Benetton pour qu'ils montent une écurie, et dispute aussi quelques courses de voitures de sport sur Abarth. Il met ensuite un terme définitif à sa carrière de pilote et se tourne vers le monde des affaires, particulièrement dans le textile, comme son père.

## Résultats en championnat du monde de Formule 1
| Saison | Écurie                                         | Châssis       | Moteur                                 | Pneus     | GP disputés | Points inscrits | Classement |
| ------ | ---------------------------------------------- | ------------- | -------------------------------------- | --------- | ----------- | --------------- | ---------- |
| 1970   | Bruce McLaren Motor Racing                     | M7D           | Alfa Romeo V8                          | Goodyear  | 1 (nq)      | 0               | n.c.       |
| 1971   | STP March Racing Team                          | 711           | Alfa Romeo V8 Ford Cosworth V8         | Firestone | 9           | 0               | n.c        |
| 1972   | Martini Racing Team Scuderia Ferrari SpA SEFAC | PA123/3 312B2 | Ford Cosworth V8 Tecno F12 Ferrari F12 | Firestone | 8           | 0               | n.c        |
| 1973   | Frank Williams Racing Cars                     | FX3B IR       | Ford Cosworth V8                       | Firestone | 5           | 0               | n.c        |

## Résultats aux 24 heures du Mans
| Année | Voiture                    | Équipe                 | Équipiers      | Résultat |
| ----- | -------------------------- | ---------------------- | -------------- | -------- |
| 1968  | Alfa Romeo T33/2           | Autodelta SpA          | Ignazio Giunti | 4e       |
| 1969  | Matra Simca MS630/650 (en) | Ecurie Matra Elf       | Robin Widdows  | 7e       |
| 1970  | Alfa Romeo T33/3           | Autodelta SpA          | Rolf Stommelen | Abandon  |
| 1972  | Alfa Romeo 33 TT 3         | Scuderia Autodelta SpA | Rolf Stommelen | Abandon  |